# Iliff (Colorado)
Iliff es un pueblo ubicado en el condado de Logan en el estado estadounidense de Colorado. En el año 2010 tenía una población de 266 habitantes y una densidad poblacional de 380 personas por km².

## Geografía
Iliff se encuentra ubicada en las coordenadas 40°45′32″N 103°03′57″O / 40.75889, -103.06583.

## Demografía
Según la Oficina del Censo en 2000 los ingresos medios por hogar en la localidad eran de $25,625, y los ingresos medios por familia eran $29,375. Los hombres tenían unos ingresos medios de $30,938 frente a los $16,000 para las mujeres. La renta per cápita para la localidad era de $15,634. Alrededor del 14,5% de la población estaba por debajo del umbral de pobreza.